# کارل گادارد
کارل گادارد (انگلیسی: Karl Goddard؛ زادهٔ ۲۹ دسامبر ۱۹۶۷) بازیکن فوتبال اهل بریتانیا است.
از باشگاه‌هایی که در آن بازی کرده‌است می‌توان به باشگاه فوتبال برافورد پارک آونیو، باشگاه فوتبال کولچستر یونایتد، باشگاه فوتبال اکستر سیتی، باشگاه فوتبال منچستر یونایتد، باشگاه فوتبال هرفورد یونایتد و باشگاه فوتبال برادفورد سیتی اشاره کرد.